# Guadalupe, Choix
Guadalupe är en ort i Mexiko.   Den ligger i kommunen Choix och delstaten Sinaloa, i den nordvästra delen av landet, 1 200 km nordväst om huvudstaden Mexico City. Guadalupe ligger 377 meter över havet och antalet invånare är 552.
Terrängen runt Guadalupe är huvudsakligen kuperad, men norrut är den platt. Runt Guadalupe är det glesbefolkat, med 9 invånare per kvadratkilometer. Närmaste större samhälle är Choix, 9,8 km norr om Guadalupe. I omgivningarna runt Guadalupe växer huvudsakligen savannskog.